# Davidia involucrata
Davidia es un género monotípico  de plantas con flores perteneciente a la familia Cornaceae. Su única especie: Davidia involucrata, llamada de manera común simplemente davidia, es originaria del centro y sur de China.

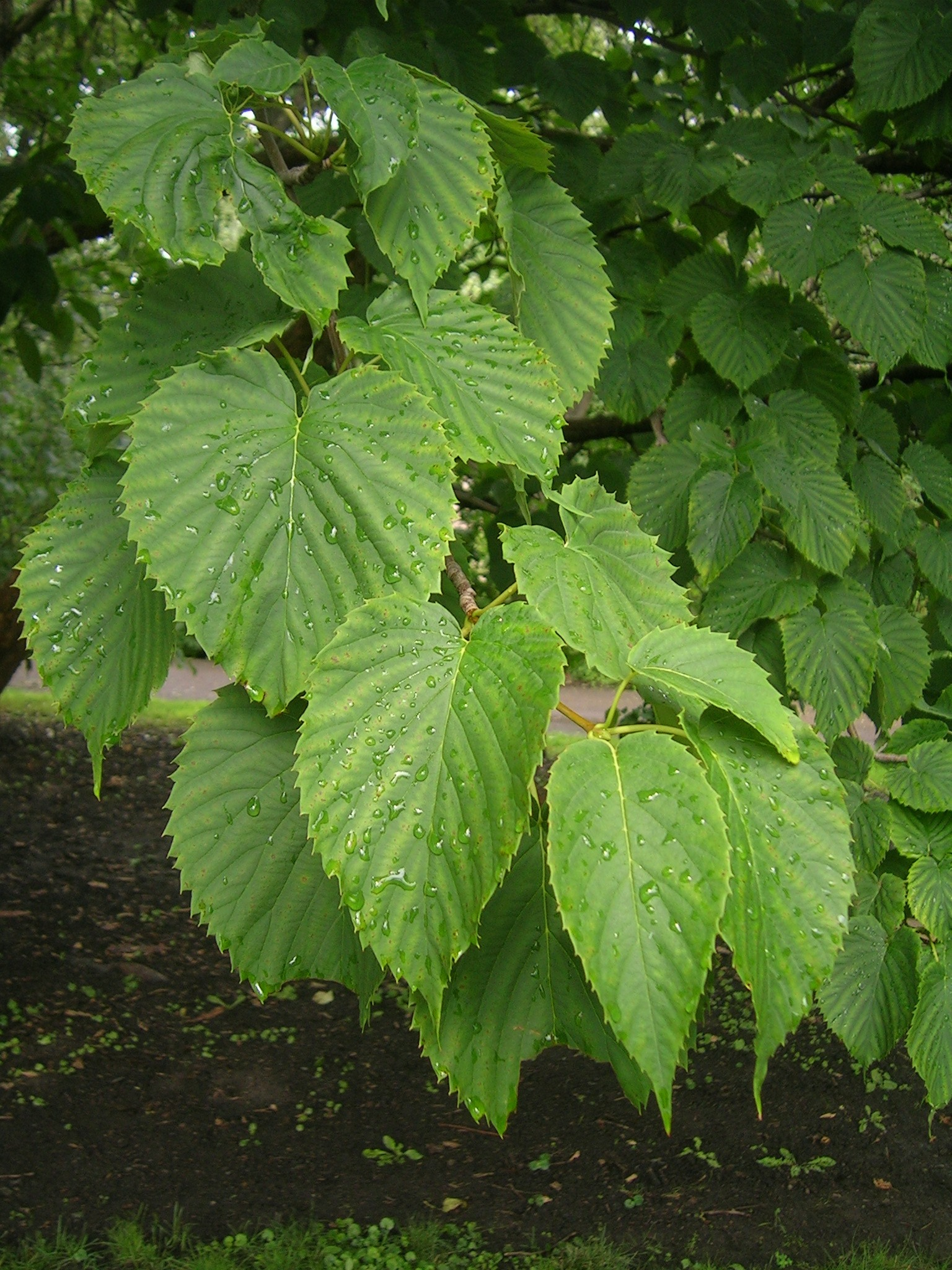
Hojas

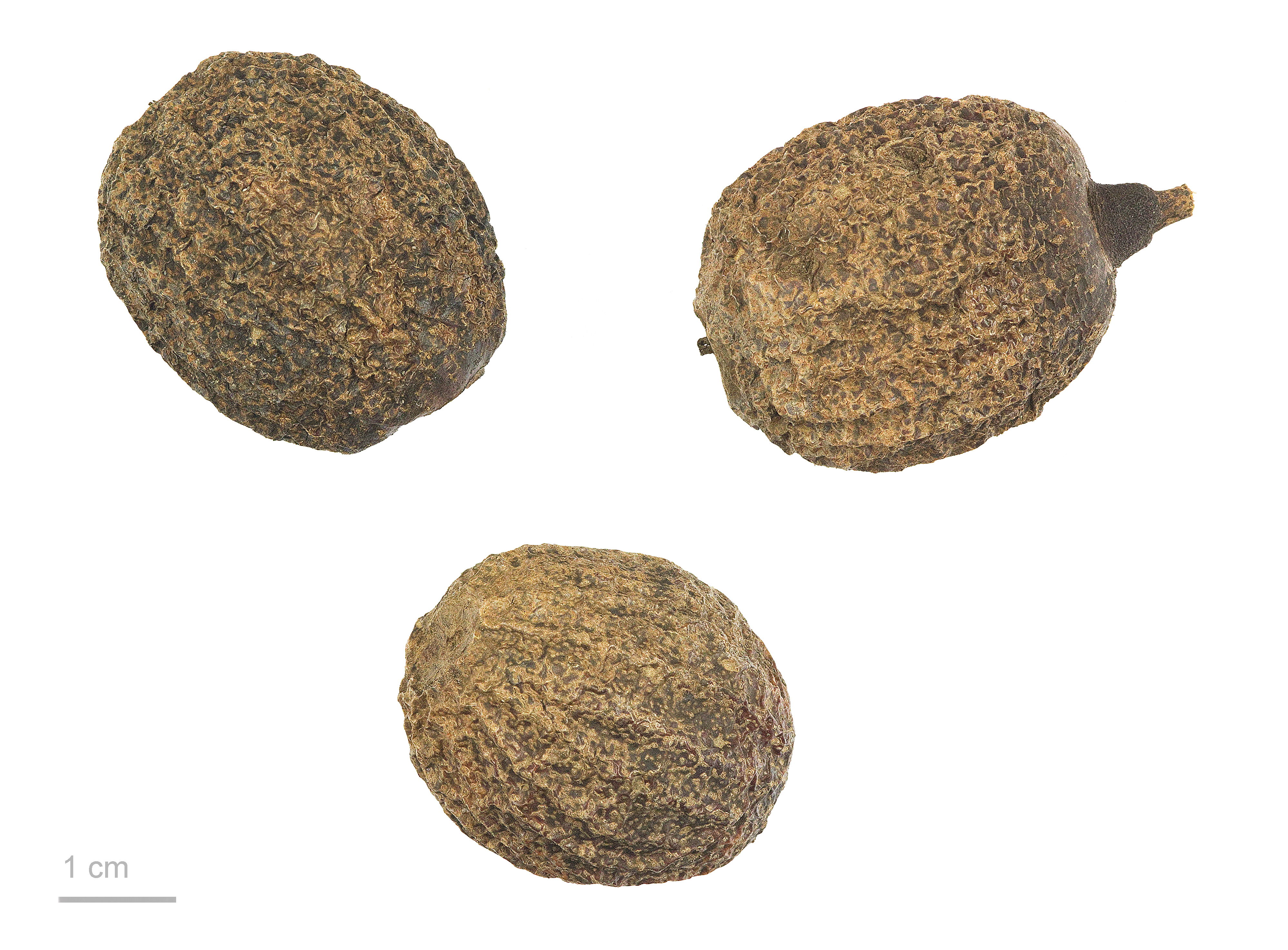
Frutos

## Descripción

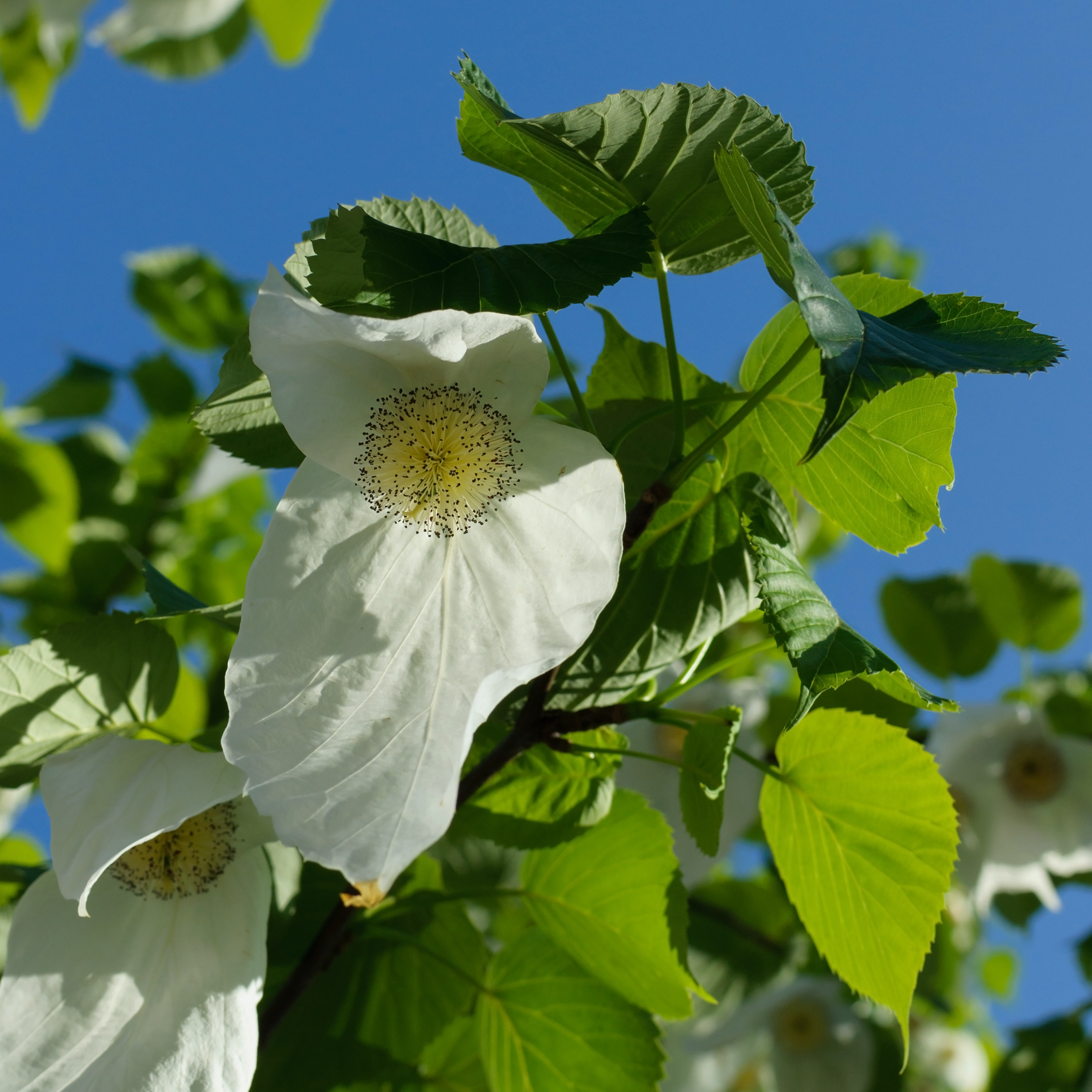
Inflorescencia y hojas

Este árbol es el único miembro de su género, pero hay dos variedades que difieren ligeramente en sus hojas, Davidia involucrata var. involucrata, que tiene las hojas finamente pubescentes (pelo corto) en la parte inferior, y Davidia involucrata var. vilmoriniana, con las hojas glabras (sin pelo). Algunos botánicos los tratan como especies distintas, con razón, pues los dos taxones tienen diferentes números de cromosomas de modo que no pueden producir híbridos fértiles.
Es de crecimiento moderadamente rápido y puede alcanzar hasta 20-25 m de altura, con hojas alternas cordadas parecidas a las de un tilo en apariencia, excepto que son simétricas, y sin la desigual base típica de las hojas de tilo, las hojas son en su mayoría de 10-20 cm de largo y 7,15 cm de ancho, son ovaladas y acorazonadas.
Este árbol es más conocido por su flores. Estas forman un grupo compacto de 1-2 cm de ancho, de color rojizo, cada cabeza floral con un par de grandes brácteas de (12-25) cm, de color blanco que cumplen la función de pétalos. 
El fruto es una nuez dura de alrededor de 3 cm de largo, rodeada por una cáscara de color verde de 4 cm de largo por 3 cm de ancho que cuelga de un peciolo de 10 cm. Contiene 3-6 semillas.

## Distribución y hábitat
La especie fue introducida desde China a Europa y América del Norte en 1904, y es una popular planta ornamental en los grandes jardines. La mayoría de los árboles de cultivo son de la variedad vilmoriniana, que ha resultado ser mucho más capaz de adaptarse a las condiciones climáticas en Europa y América del Norte.

## Taxonomía
Davidia involucrata fue descrito por  Henri Ernest Baillon  y publicado en Adansonia 10: 115. 1871.
Etimología
El género Davidia  debe su nombre al Padre Armand David (1826-1900), ( "Padre David"), un francés misionero vicentino y naturalista que vivía en China. También fue el primer occidental que designó el Panda gigante (Ailuropoda melanoleuca). A pesar de que David fue quien describió por primera vez el árbol en 1905, su introducción en Europa se debe a Ernest Henry Wilson recolector de plantas y empleado del naturalista Sir Harry Veitch.
involucrata: epíteto latino que significa "con involucro".
Sinonimia
- Davidia tibetana David[8]
- Davidia laeta Dode[9]
- Davidia vilmoriniana Dode[10]
- Davidia involucrata var. vilmoriniana (Dode) Hemsl.[11]
- Davidia involucrata subsp. vilmoriniana (Dode) Holub[12][5][13]